# Kurt Anliker
Kurt Anliker (* 17. September 1926 in Bern; heimatberechtigt in Gondiswil; † 23. Oktober 2006 in Bern) war ein Schweizer klassischer Philologe.
Anlikers Berner Dissertation (1958) erschien 1959 unter dem Titel Prologe und Akteinteilung in Senecas Tragödien. Er war von 1980 bis 1991 Honorarprofessor für Latein an der Evangelisch-theologischen Fakultät der Universität Bern. Zuvor war er Latein- und Griechischlehrer am Gymnasium Neufeld.